# Escárcega
Escárcega è uno degli 11 comuni dello stato della Campeche, Messico; si estende per un'area di 4569,64 km² con una popolazione di 54 184 abitanti secondo il censimento del 2010. Tale comune venne creato il 19 luglio del 1990.
Confina al nord con il comune di Champotón; a est con il comune di Calakmul; a sud con il comune di Candelaria e a ovest con il comune di Carmen.

## Località principali
A capo del comune c'è la città di Escárcega con 29 477 abitanti; l'unica altra località urbana è División del Norte con 3 259 abitanti. Le località rurali sopra i 1 000 abitanti, con le relative popolazioni al 2010, sono:
- La Libertad 	1.462
- Matamoros 	1.453
- Haro 	1.092
- Don Samuel 	1.081
- Altamira de Zináparo 	1.040

## Cronologia dei governatori
| Presidente del Comune                | Periodo       |
| ------------------------------------ | ------------- |
| C. Mauro González Luna               | (1992 - 1994) |
| C. Humberto Manuel Cahuich Jesús     | (1995 - 1997) |
| C. Rigoberto Cambranis González      | (1997 - 2000) |
| Rosaura Del Carmen Gonzalez Castillo | (2000-2003)   |
| M.V.Z. Pedro Alfonzo Moreno Mora     | (2003-2006)   |
| C. Maria L. Carrillo de Quirarte     | (2006-2009)   |